# Estrilda astrild
L'astrilde di Sant'Elena (Estrilda astrild (Linnaeus, 1758)) è un uccello passeriforme della famiglia degli Estrildidi.

## Descrizione

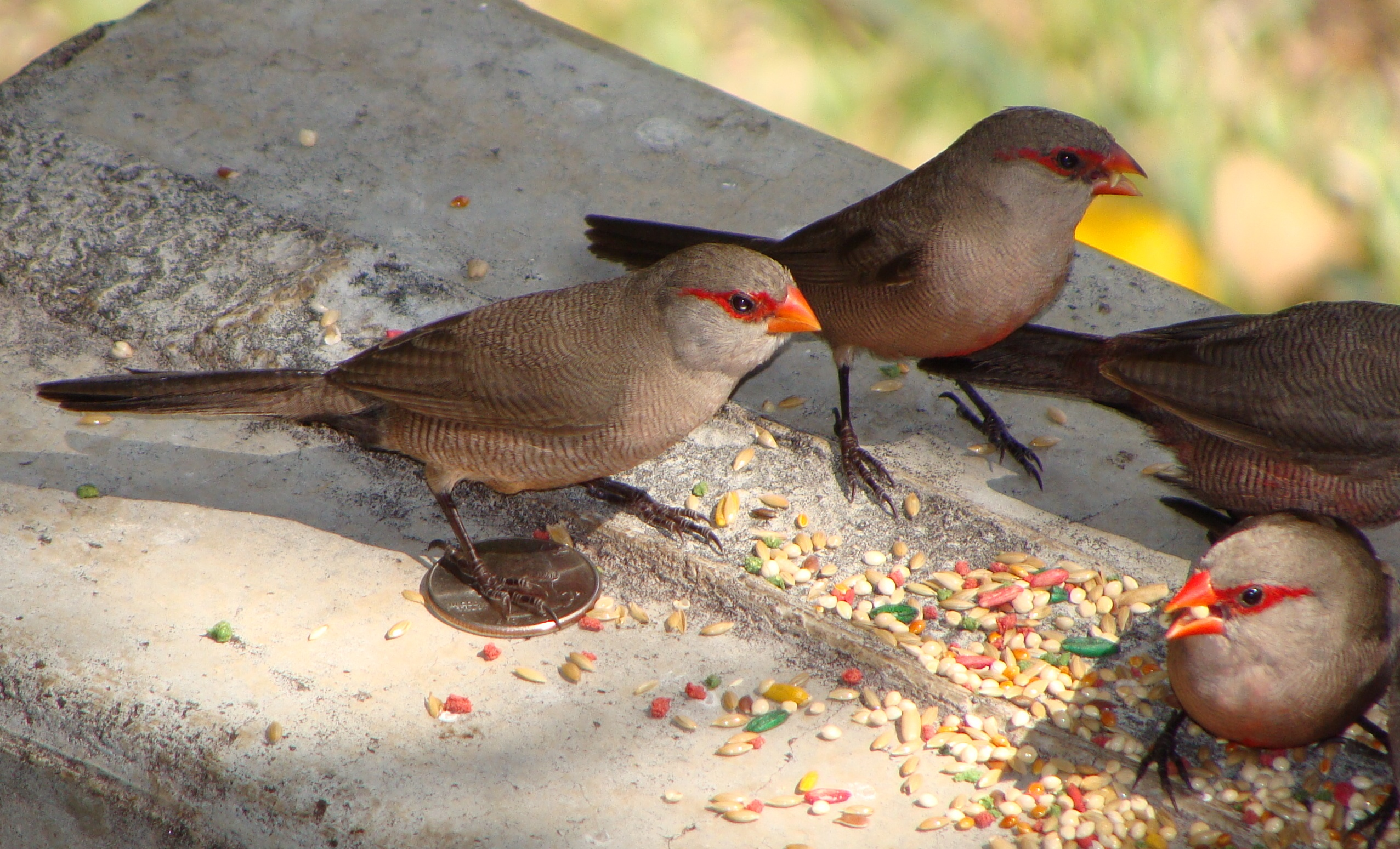
Un esemplare su una moneta sull'isola di Ascension dà un'idea delle dimensioni di questi uccelli.

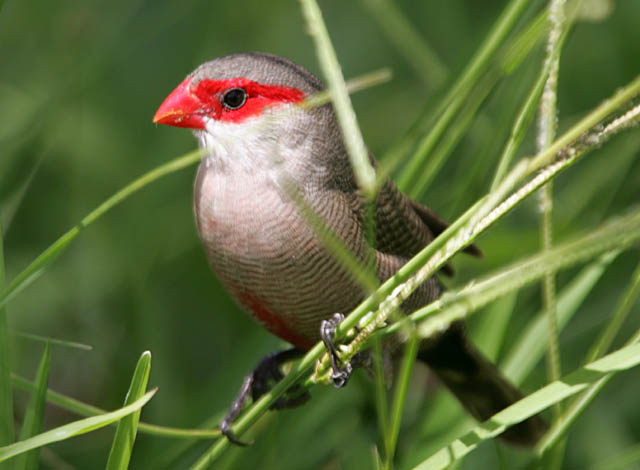
Un'astrilde di S. Elena: notare la banda facciale rossa e la zebratura sul corpo.

### Dimensioni
Si tratta di uccelli di piccole dimensioni, che misurano 11–13 cm di lunghezza per un'apertura alare di 12–14 cm ed un peso che può raggiungere i 10 g. 

### Aspetto
Si tratta di uccelletti dall'aspetto slanciato, con forte becco conico e appuntito, corte ali arrotondate e lunga coda rettangolare.

La livrea si presenta bruno-grigiastra, con una fitta zebratura zigzagante più scura particolarmente evidente su dorso, fianchi e ventre (dove in alcune sottospecie essa assume un colore rossiccio), mentre la gola ed il petto tendono a schiarirsi fino a divenire biancastri: la coda e le remiganti mancano di zebratura e sono invece del colore delle zebrature. Sulla testa è presente una caratteristica banda rossa che partendo dai lati del becco raggiunge la zona temporale dove si assottiglia, formando una mascherina sul volto dell'animale: rosso corallo è anche il becco, mentre gli occhi sono di colore bruno scuro e le zampe di colore carnicino. I due sessi sono simili, sebbene le femmine tendono a non mostrare il viraggio della livrea verso il bruno nella zona ventrale: tale differenza presenta tuttavia notevole variabilità individuale e pertanto non è sempre un sicuro mezzo di distinzione dei sessi.

## Biologia

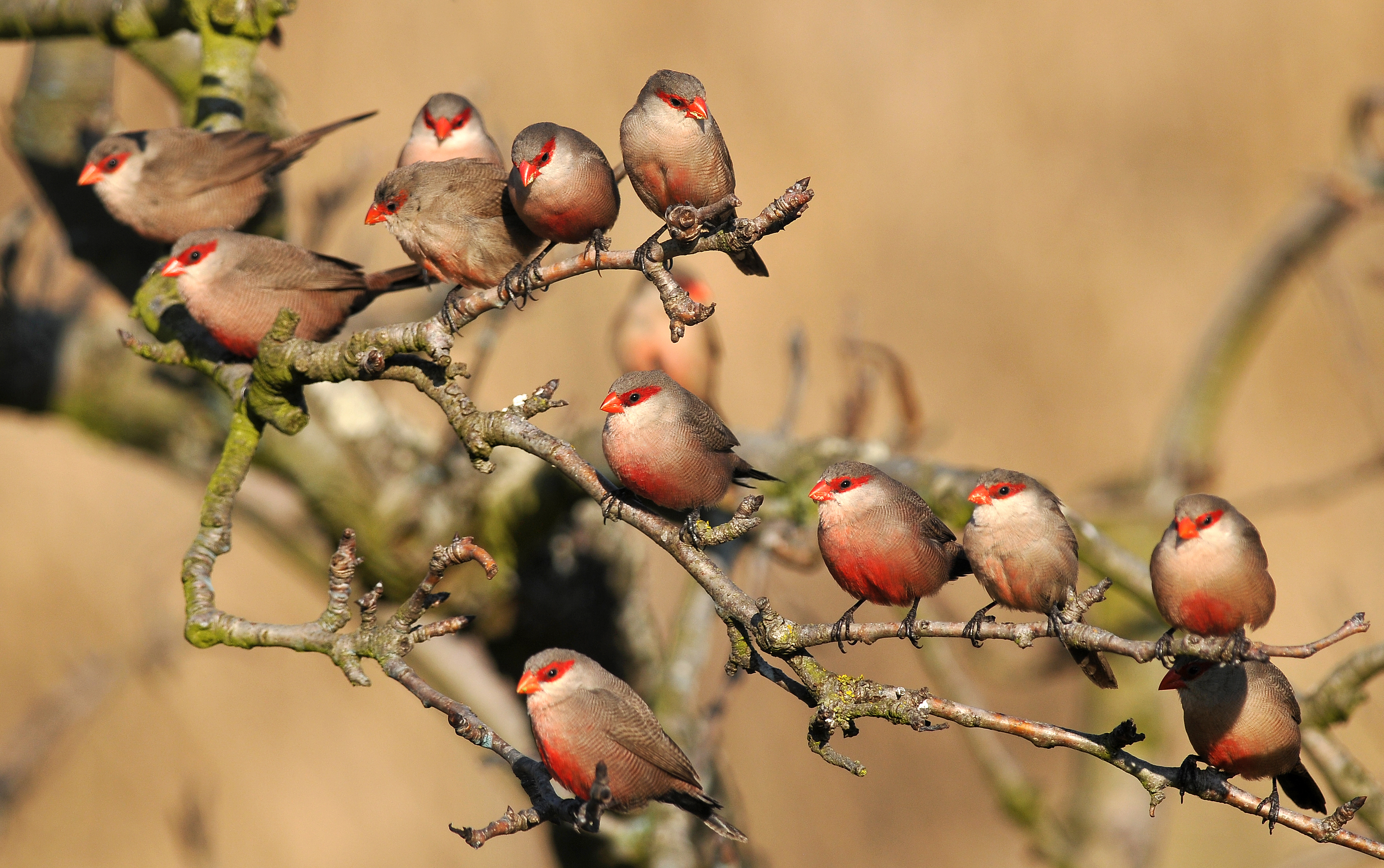
Uno stormo su un posatoio a Caldas da Rainha, in Portogallo.

Si tratta di uccelli diurni e molto vivaci, che al di fuori della stagione riproduttiva sono molto socievoli e tendono a formare stormi che contano anche diverse centinaia d'individui, a volte anche in associazione con altre specie, sia congeneri (guanciarancio, astrilde testanera, astrilde pettocastano, astrilde groppone rosso) che affini (astri nani, bengalino ventre arancio, nonnette). Durante il giorno gli stormi si sparpagliano al suolo alla ricerca di cibo coprendo aree di circa un chilometro quadrato per ciascuno stormo, tenendosi in contatto fra loro tramite richiami ronzanti: sul far della sera, gli stormi si dirigono verso dormitori comuni, siti di preferenza fra gli alberi o i canneti, dove passano la notte per poi abbandonarli all'alba.

### Alimentazione

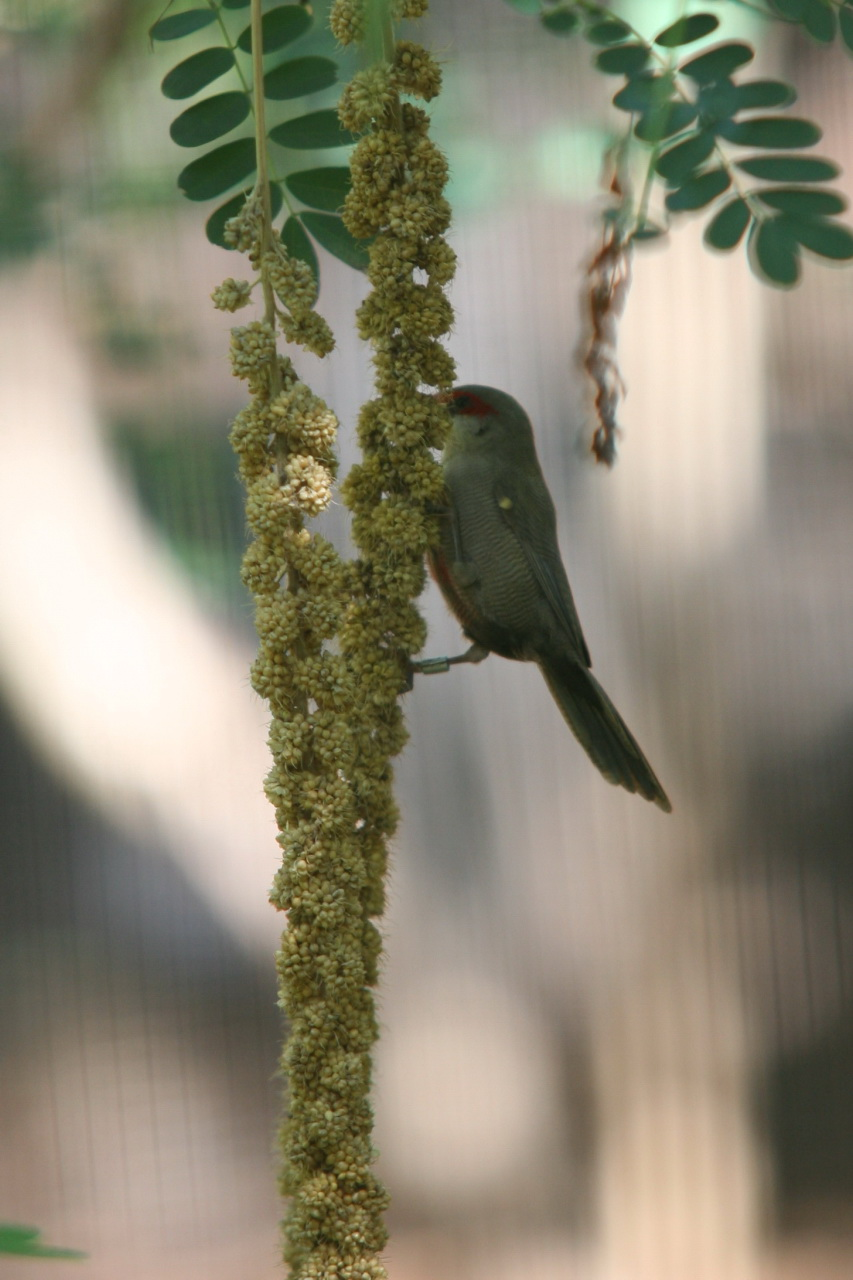
Un'astrilde di S. Elena in voliera si nutre da una spiga di panico.

L'astrilde di Sant'Elena è un uccello prevalentemente granivoro, che predilige i piccoli semi delle graminacee (miglio, digitaria, panico, teff, miglio giapponese, barboncino) che grazie alle dimensioni contenute è in grado di prelevare direttamente dalle infiorescenze, stando appollaiato sullo stelo della pianta: vengono prediletti i semi ancora immaturi, ma questi uccelli non disdegnano di cercare al suolo i semi maturi caduti dalla pianta. Specialmente durante il periodo riproduttivo, inoltre, le astrildi di Sant'Elena integrano la propria dieta con piccoli insetti ed invertebrati, per far fronte all'aumentata richiesta proteica derivante dall'allevamento della prole.

### Riproduzione

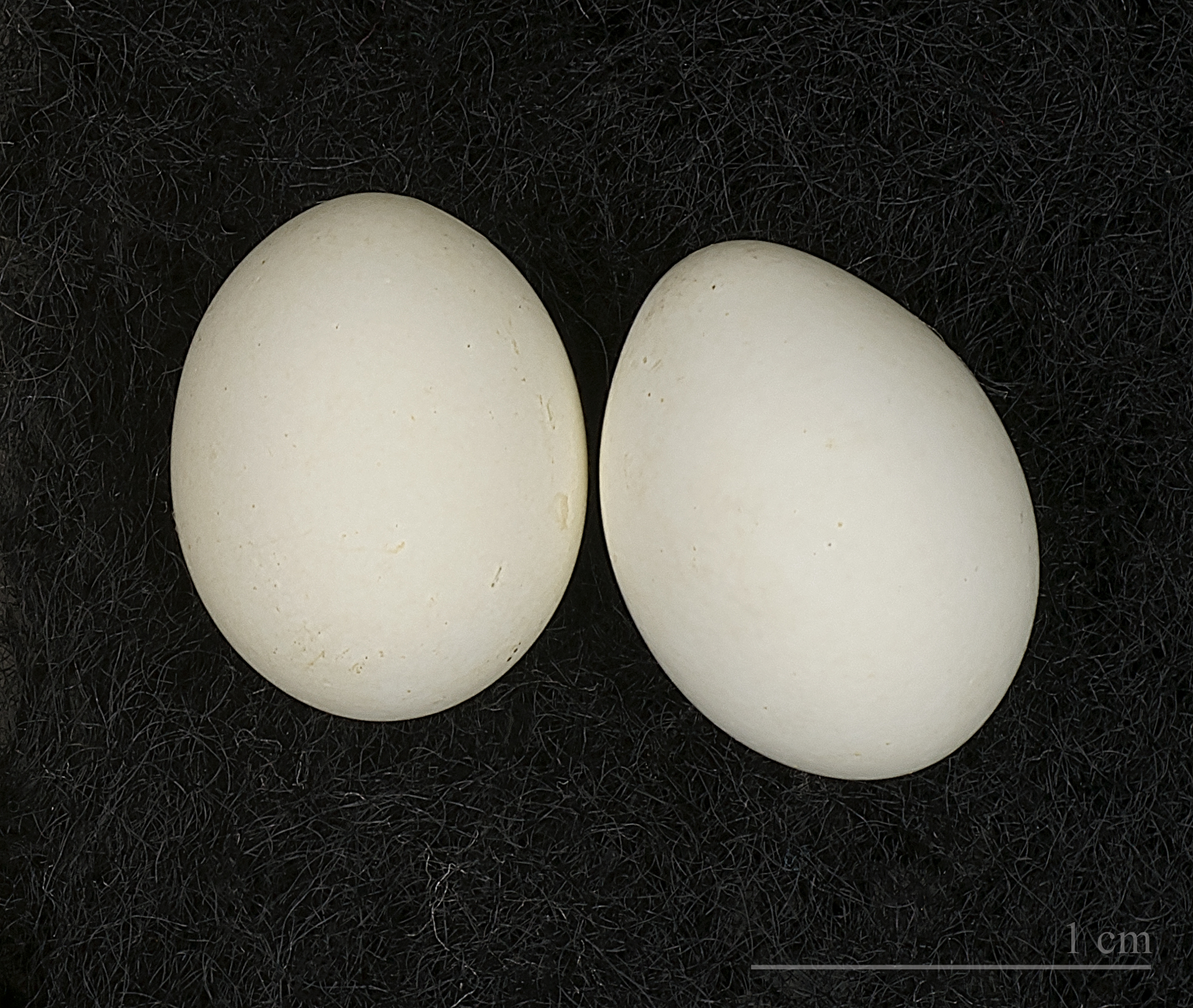
Due uova di astrilde di Sant'Elena.

La stagione riproduttiva di questi uccelli cade durante la stagione delle piogge, quando vi è maggiore disponibilità di cibo. Durante questo periodo le coppie si separano dagli stormi, ai quali faranno ritorno una volta riprodottesi.
Il maschio corteggia la femmina alla maniera degli estrildidi, saltellandole attorno con una pagliuzza o un filo d'erba nel becco ed emettendo al contempo un canto semplice e calante nella fase finale: essa si dimostra ricettiva accovacciandosi e spostando lateralmente la coda, invitando in tal modo il maschio all'accoppiamento.

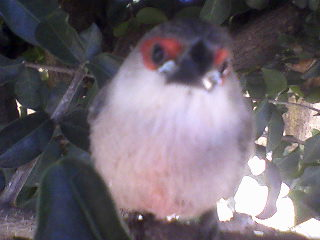
Un giovane: notare le verruche azzurre ai lati del becco.

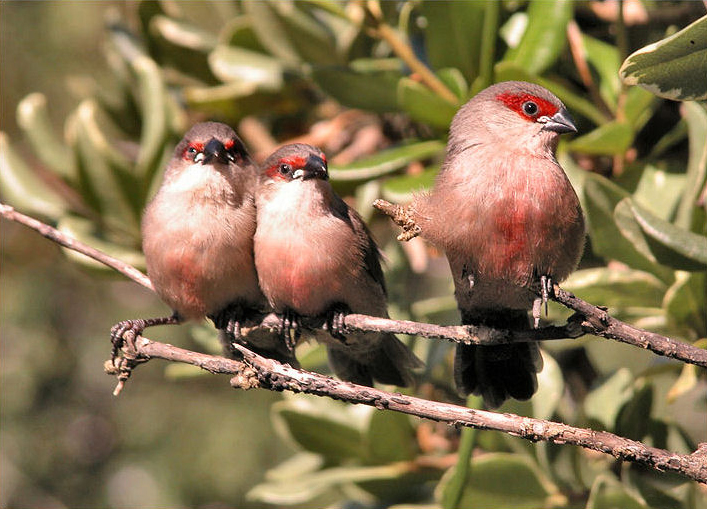
Tre giovani dopo l'involo: notare il becco ancora nero.

Il nido consiste in una formazione globosa che viene costruita da ambedue i partner intrecciando steli d'erba e fibre vegetali e viene ubicata di preferenza nei pressi del suolo, nel folto di un cespuglio o fra l'erba alta: spesso al di sopra del nido viene costruita una seconda struttura grossolana a forma di coppa, nella quale talvolta staziona il maschio e che forse ha la funzione di sviare eventuali predatori.

All'interno del nido la femmina depone da 4 a 7 uova di colore bianco, che vengono covate da entrambi i genitori (che durante il giorno si alternano alla cova, mentre durante la notte riposano assieme all'interno del nido) per 11-14 giorni, al termine dei quali schiudono pulli ciechi ed implumi, muniti di verruche azzurrognole ai lati del becco che servono ai genitori ad individuare le loro bocche nella penombra del nido. I nidiacei vengono accuditi da ambedue i genitori per circa tre settimane, quando sono pronti all'involo: essi tendono tuttavia a rimanere nei pressi del nido per almeno altre tre settimane, chiedendo sempre più sporadicamente l'imbeccata ai genitori, che genericamente si accingono a portare avanti una nuova covata. Una coppia, in condizioni favorevoli, è in grado di portare avanti anche quattro covate l'anno.
L'astrilde di Sant'Elena è soggetta a parassitismo di cova da parte della vedova domenicana e della vedova variabile.

## Distribuzione e habitat

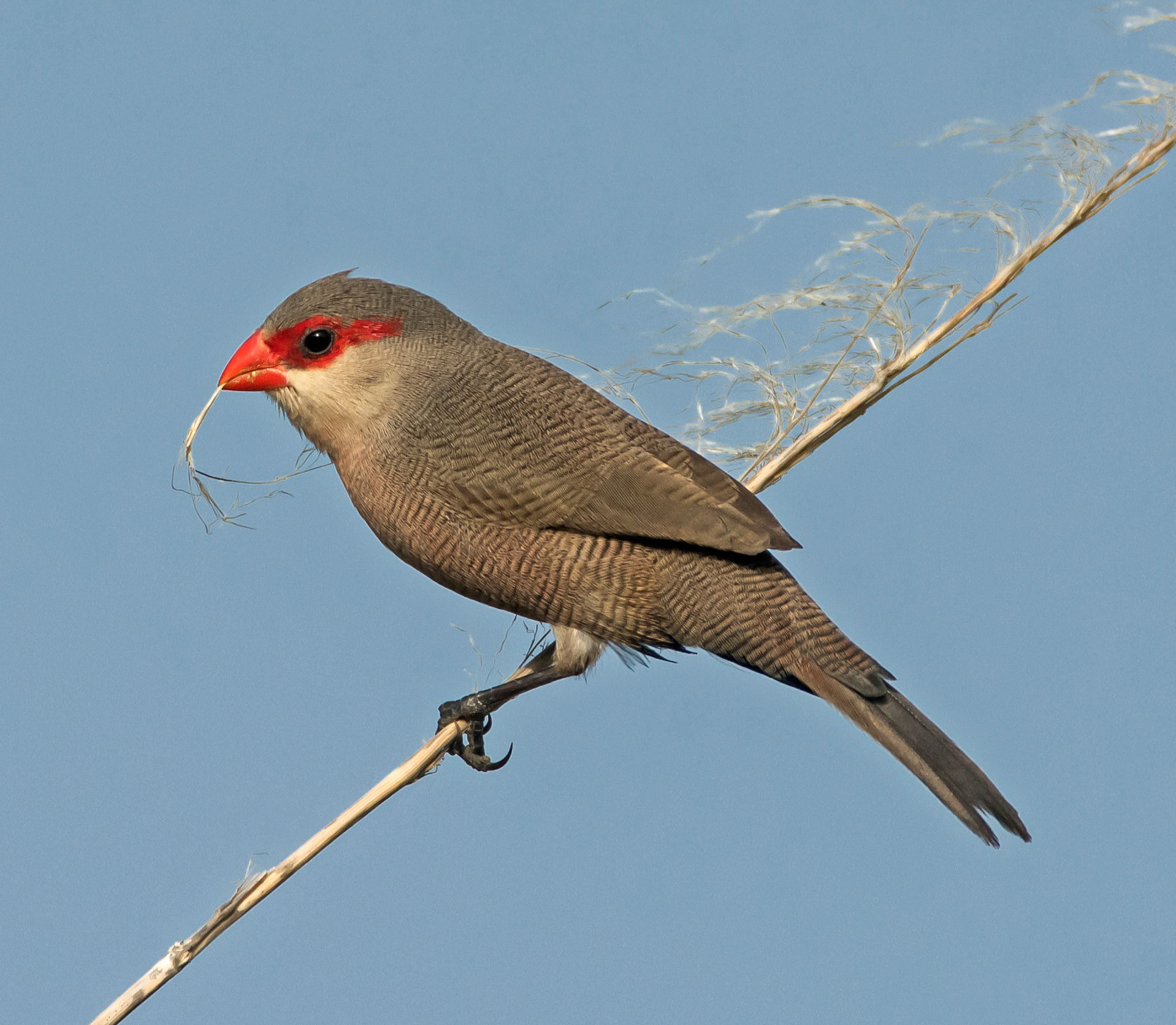
Un esemplare alle Canarie, dove la specie è stata introdotta.

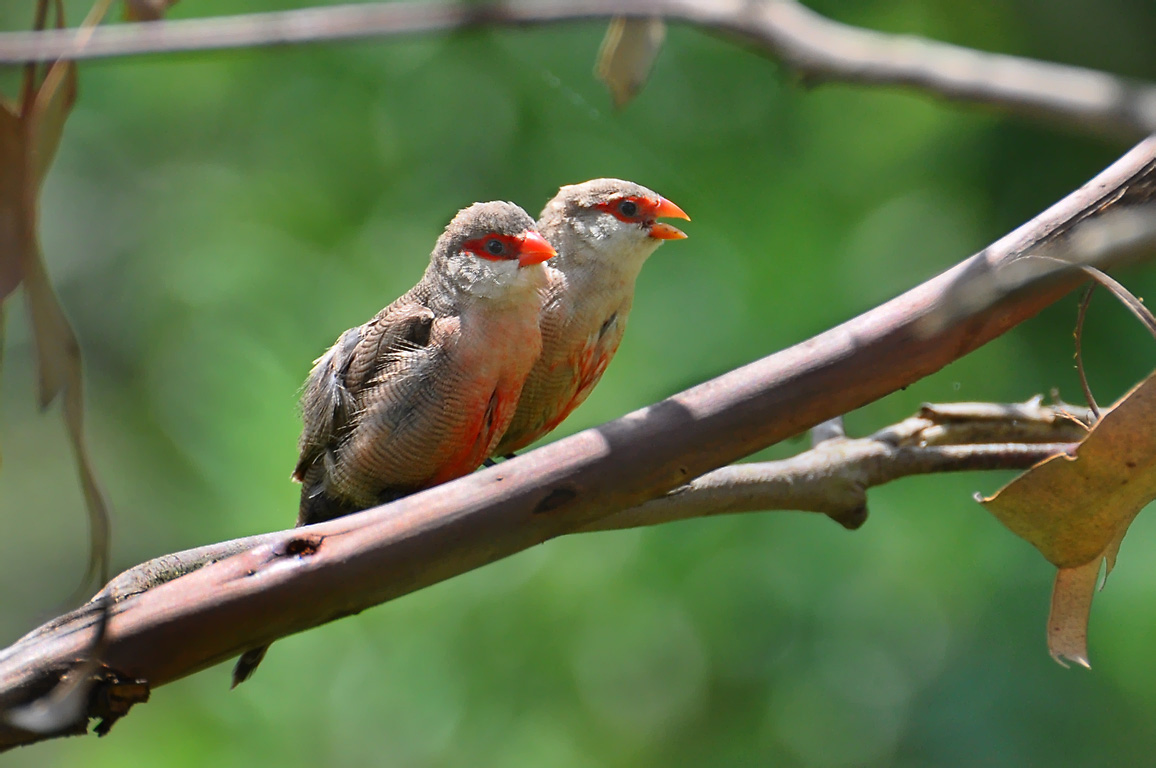
Coppia a Capão do Leão nel Rio Grande do Sul, dove questi uccelli sono naturalizzati da tempo.

L'astrilde di Sant'Elena, a dispetto del nome, è distribuita in un ampio areale che comprende la stragrande maggioranza dell'Africa subsahariana a sud della Sierra Leone, ad eccezione delle foreste pluviali dell'Africa centrale, dei deserti della Namibia settentrionale e della porzione orientale del Corno d'Africa: questi uccelli sono inoltre stati introdotti, volontariamente od accidentalmente, in numerose aree, in molte delle quali le popolazioni presenti appaiono in crescita. Fra queste aree, figurano la penisola iberica (dove i primi esemplari in natura sono apparsi nel 1994 e attualmente si stimano fra i 20000 ed i 200000 individui), le Canarie (Gran Canaria e Tenerife), Madeira, le Azzorre, Capo Verde (dove nel 1865 naufragò una nave carica di questi uccelli proveniente dall'Angola e diretta verso i mercati europei), São Tomé e Príncipe (dove era già presente una sottospecie autoctona), Sant'Elena (dalla quale la specie prende il suo nome comune), l'isola di Ascensione, l'isola Amsterdam, le Mascarene, le Seychelles, la Nuova Caledonia, Éfaté nelle Vanuatu, Tahiti, le Hawaii, Trinidad, le Bermuda ed ampie parti del Brasile.
L'habitat di questi uccelli è rappresentato dalle aree di prateria e savana aperte, anche con presenza di cespugli o aree boscose, purché vi siano radure piuttosto estese: specialmente nelle aree più secche del proprio areale l'astrilde di Sant'Elena si trova associata a fonti d'acqua permanenti, ad esempio nei canneti. Questo uccello si spinge inoltre anche nelle aree abitate, colonizzando le coltivazioni, i giardini ed i parchi cittadini.

## Tassonomia
Se ne riconoscono 17 sottospecie:
- Estrilda astrild astrild, la sottospecie nominale, diffusa in Botswana e Sudafrica;
- Estrilda astrild adesma Reichenow, 1916, diffusa nella regione dei Grandi Laghi;
- Estrilda astrild angolensis Reichenow, 1902, diffusa in Angola occidentale;
- Estrilda astrild cavendishi Sharpe, 1900, diffusa in Africa centro-meridionale dal Congo meridionale allo Zimbabwe e al Mozambico;
- Estrilda astrild damarensis Reichenow, 1902, diffusa in Namibia;
- Estrilda astrild jagoensis Alexander, 1898, diffusa lungo la costa occidentale dell'Angola;
- Estrilda astrild kempi Bates, 1930, diffusa in Guinea, Sierra Leone e Liberia;
- Estrilda astrild macmillani Ogilvie-Grant, 1907, diffusa in Sudan;
- Estrilda astrild massaica Neumann, 1907, diffusa in Kenya e Tanzania centrali;
- Estrilda astrild minor (Cabanis, 1878), diffusa lungo la fascia costiera dell'Africa orientale dall'Oltregiuba alla Tanzania nord-orientale, oltre che a Zanzibar;
- Estrilda astrild niediecki Reichenow, 1916, diffusa dall'Angola allo Zimbabwe;
- Estrilda astrild occidentalis Jardine, 1852, diffusa in Mali e nel Golfo di Guinea dalla Costa d'Avorio al Congo;
- Estrilda astrild peasei Shelley, 1903, endemica dell'Etiopia;
- Estrilda astrild rubriventris (Vieillot, 1817), diffusa dal Gabon all'Angola settentrionale;
- Estrilda astrild shoutedeni Wolters, 1962, endemica del Congo centro-meridionale;
- Estrilda astrild sousae Reichenow, 1904, endemica dell'isola di São Tomé;
- Estrilda astrild tenebridorsa Clancey, 1957, diffusa in Sudafrica;

Le varie sottospecie differiscono fra loro per taglia e colorazione del piumaggio, tuttavia spesso tali differenze sono minime ed il loro status tassonomico è frequentemente motivo di dibattito fra gli studiosi.